# Mio
A Mio Technology a tajvani Mitac International Corp. leányvállalata.  Navigációs eszközöket, PDA-kat és okostelefonokat tervez, gyárt és dob piacra Mio – vagy egyes országokban Navman – márkanéven. A céget 2002-ben alapították és Tajvanon, Kínában, Európában, Észak-Amerikában, Ausztráliában, Japánban és Dél-Koreában vannak irodái.
A Mio – a TomTommal és a Garminnal karöltve – jelenleg egyike a világ három legnagyobb navigációseszköz-gyártójának.[forrás?]

## Főbb mérföldkövek
- 2008 
  - A Mio Technology felvásárolja a Navman márkát – (2008. január)
- 2005 
  - Megjelenik az első beépített merevlemez-meghajtóval rendelkező dedikált GPS, a Mio DigiWalker 269
- 2004 
  - A Mio DigiWalker megjelenik az EMEA-régióban és már az első évben az ötödik legnépszerűbb kézieszköz a térség piacán
- 2003 
  - A világ első integrált GPS-szel felszerelt PDÁ-ja, a Mio DigiWalker 168 bevezetése Dél-Koreában és Tajvanon
- 2002 
  - A Mio Technology Limited megkezdi működését

## Külső hivatkozások
- Mio Global hivatalos oldal Archiválva 2017. július 28-i dátummal a Wayback Machine-ben